# Silene boryi var. duriensis
Silene boryi subsp. duriensis é uma variedade de planta com flor pertencente à família Caryophyllaceae. 
A autoridade científica da variedade é Samp., tendo sido publicada em Ann. Sci. Nat. (Oporto) 7: 112 (1901).

## Portugal
Trata-se de uma variedade presente no território português, nomeadamente em Portugal Continental.
Em termos de naturalidade é endémica da Península Ibérica.

## Protecção
Não se encontra protegida por legislação portuguesa ou da Comunidade Europeia.